# ساحة أنطون مارتين

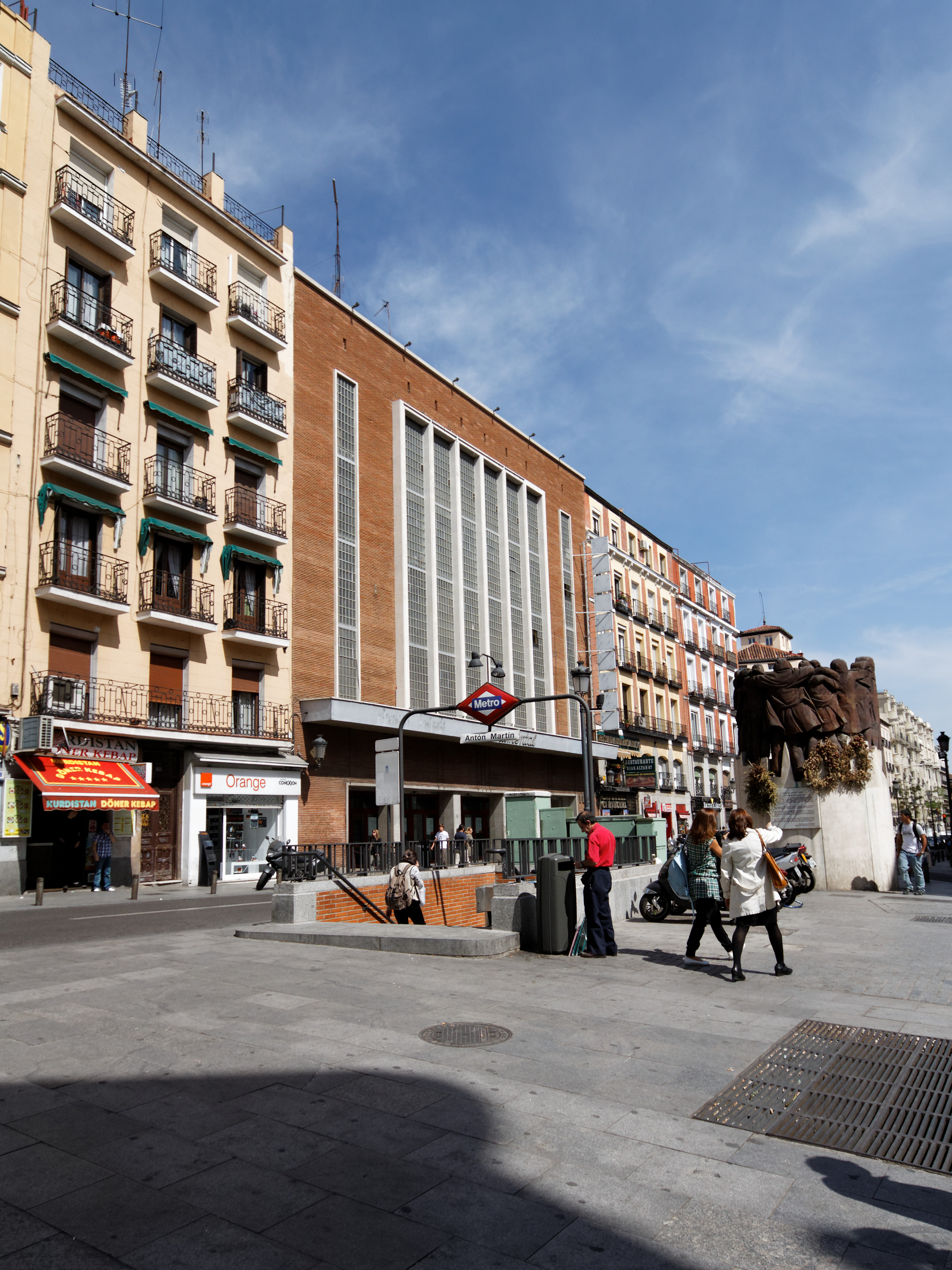

ساحة أنطون مارتين (بالإسبانية: Plaza de Antón Martín)‏ هي مساحة عامة في حي وسط مدريد، حيث تتقاطع شوارع أتوتشا وسانتا إسابيل ومجدالينا وأمور دي ديوس وليون مع موراتين.